# Ypthima goudoti
Ypthima goudoti är en fjärilsart som beskrevs av Paul Mabille 1885-1887. Ypthima goudoti ingår i släktet Ypthima och familjen praktfjärilar. Inga underarter finns listade i Catalogue of Life.